# Непорочне зачаття Діви Марії
Непоро́чне зача́ття Діви Марії (лат. Immaculata Conceptio Beatae Virginis Mariae) — у християнстві віра в те, що Діва Марія була непорочно зачата; вона не зазнала скверни первородного гріха завдяки заслугам її майбутнього сина Ісуса Христа. Культ непорочності Діви Марії відомий з пізньої античності як східно-християнська традиція. Набув популярності по всій Європі в ранньомодерну добу, в тому числі на українських теренах. 1854 року папа Пій IX затвердив католицький догмат про Непорочне зачаття Діви Марії. Східна православна церква не визнають цього догмату, але не заперечують непорочності Марії. День святкування Непорочного зачаття Марії в римо-католицькій церкві — 8 грудня, за дев'ять місяців до святкування Різдва Марії. У Східній православній церкві свято Зачаття святої Богоматері Анни, коли зачала Пресвяту Богородицю святкується — 9 грудня.
В іконографії Непорочна Марія зображується у вигляді діви, яка стоїть у небесах на півмісяці. Також — Непорочне зачаття Марії, Непорочне зачаття Борогодиці тощо.

## Історія

### Римо-католицька церква
У VII столітті в Східних християнських церквах святкувалось свято «зачаття Анни». Цим виражалася віра в те, що Анна зачала Марію без первородного гріха. У ІХ столітті це свято дійшло до Риму, але вже під назвою «зачаття Марії». У XV столітті воно стало офіційним святом для Римської діоцезії, а в XVIII столітті — для всієї церкви.
В XVII–XVIII століттях культ Непорочного зачаття був поширений на українських теренах як серед католиків, так і православних. . У документі стверджувалося, що Діва Марія «в першій миті її зачаття, єдиною в своєму роді благодаттю та привілеєм всемогутнього Бога, зважаючи на заслуги Христа Ісуса Спасителя людського роду, була збережена чистою від всякої скверни первісного гріха» (лат. in primo instanti suae conceptionis fuisse singulari omnipotentis Dei gratia et privilegio, intuitu meritorum Christi Iesu Salvatoris humani generis, ab omni originalis culpae labe praeservatam immunem).

#### Старокатолики
У середині XIX століття деякі католики, які не змогли прийняти вчення про папську безпомилковість, залишили Римську церкву і сформували Старокатолицьку церкву; їх рух відкидає Непорочне Зачаття.

### Східна православна церква
Православні церкви не визнають догмату про Непорочне зачаття, але й не вважають його хибним, оскільки він не заперечує жодної істини християнської віри. Для православних Богородиця також є Непорочною, хоча й не стверджується, що вона є непорочно зачатою.
Східне православ'я ніколи не сприймало конкретних ідей Августина щодо первородного гріха і, як наслідок, не брало участі в подальших подіях, що відбулися в римо-католицькій церкві, включаючи Непорочне Зачаття. Однак східні православні мають соборне вчення з цього приводу. Єрусалимський синод (1672 р.) у своєму шостому указі вчить про існування первородного гріха («спадковий гріх потік до Адамового нащадка; так що кожен, хто народився після плоті, несе цей тягар»), але явно відкинув августинське уявлення про успадкована провина («цим тягарем ми не розуміємо гріха»). Декрет продовжує стверджуючи, що «багато і прабатьків, і пророків, і величезна кількість інших ... особливо Матері Божої Слово, вічно дівочої Марії» пережили «лише те, що Божественна справедливість завдала людині, як покарання за проступок, такий як піт під час пологів, напасті, тілесні хвороби ... і, нарешті, тілесна смерть».
Коли в 1894 р. Папа Лев XIII звернувся до Східної церкви у своїй енцикліці Praeclara gratulationis, Вселенський патріарх Антим у 1895 р. відповів енциклікою, схваленою Вселенським синодом, у якій він клеймив догмати про Непорочне зачаття та папську безпомилковість як «римські новинки» і закликав римську церкву повернутися до віри ранніх століть. Деякі східні православні дотримуються більш м'якшої позиціх, наприклад, один популярний екуменіст східно-православний єпископ Каллістос Вейр, коментуючи, що «римська догма видається нам не стільки помилковою, скільки зайвою».

### Протестантизм
Протестанти в переважній більшості засудили проголошення Ineffabilis Deus як здійснення папської влади, а саму доктрину як безпідставну в Святому Письмі, оскільки вона заперечувала, що всі згрішили, і спиралася на переклад Луки 1:28 (уривок «повної благодаті»), що оригінальна грецька не підтримувала. За винятком деяких лютеран та англікан, більшість протестантів тому вчать, що Марія була грішницею, врятованою завдяки благодаті, як і всі віруючі.
Мартін Лютер виявив стійку відданість Марії, включаючи її безгрішність і святість, і лютерани високо поважають Марію, але Непорочне Зачаття не має статусу догми в рамках лютеранства. Екуменічна лютерансько-католицька заява про святих, Марія, опублікована в 1990 році після семи років вивчення та обговорення, підтверджує, що «католицьке вчення про святих і Марію, як викладено в документах Другого Ватиканського собору, не сприяє ідолопоклонницькій вірі чи практиці і не суперечить євангелії», але визнав, «що лютерани та католики залишалися розділеними, різними поглядами на такі питання, як заклик святих, Непорочне Зачаття та Успіння Марії».
Остаточний звіт англікансько-римо-католицької міжнародної комісії (ARCIC), створеної в 1969 році для подальшого екуменічного прогресу між римо-католицькою церквою та англіканською спільнотою, зафіксував незгоду англіканців з доктриною, хоча англо-католики можуть проводити Непорочну Концепція як необов’язкова побожна віра.

## У мистецтві
Не зважаючи на те, що до ХІІІ століття такі теологи як Бернард Клервоський, Бонавентура, Тома Аквінський та орден домініканців були загалом в опозиції до цієї доктрини, в мистецтві римо-католицької церкви є багато зображень на дану тему, починаючи з XV століття Свято Непорочного Зачаття було остаточно встановлене в 1476 р. Папою Сікстом IV, без проголошення його догматом, що полегшило суперечності в суспільстві і дало більше можливостей митцям.
Художники XV ст. зіткнулися з проблемою зображення такого абстрактного поняття як Непорочне Зачаття. З опрацювання емблем(зображень) XVI ст. постав іконографічний образ Діви Марії Непорочного Зачаття започаткований Франсіско Пачеко. Пізніше його перейняли Дієго Веласкес та Бартоломео Мурільйо, а згодом саме такий образ розповсюдився в Європі та використовується понині.
Традиційне зображення включало юну дівчину(відображення душі Богородиці), вдягнену в білу туніку і блакитну мантію, оточену сяйвом, довкола голови — 12 зірок в колі, а біля ніг — земна куля та місяць; додатковими були зображення корони, херувимів, а також троянд та лілей.

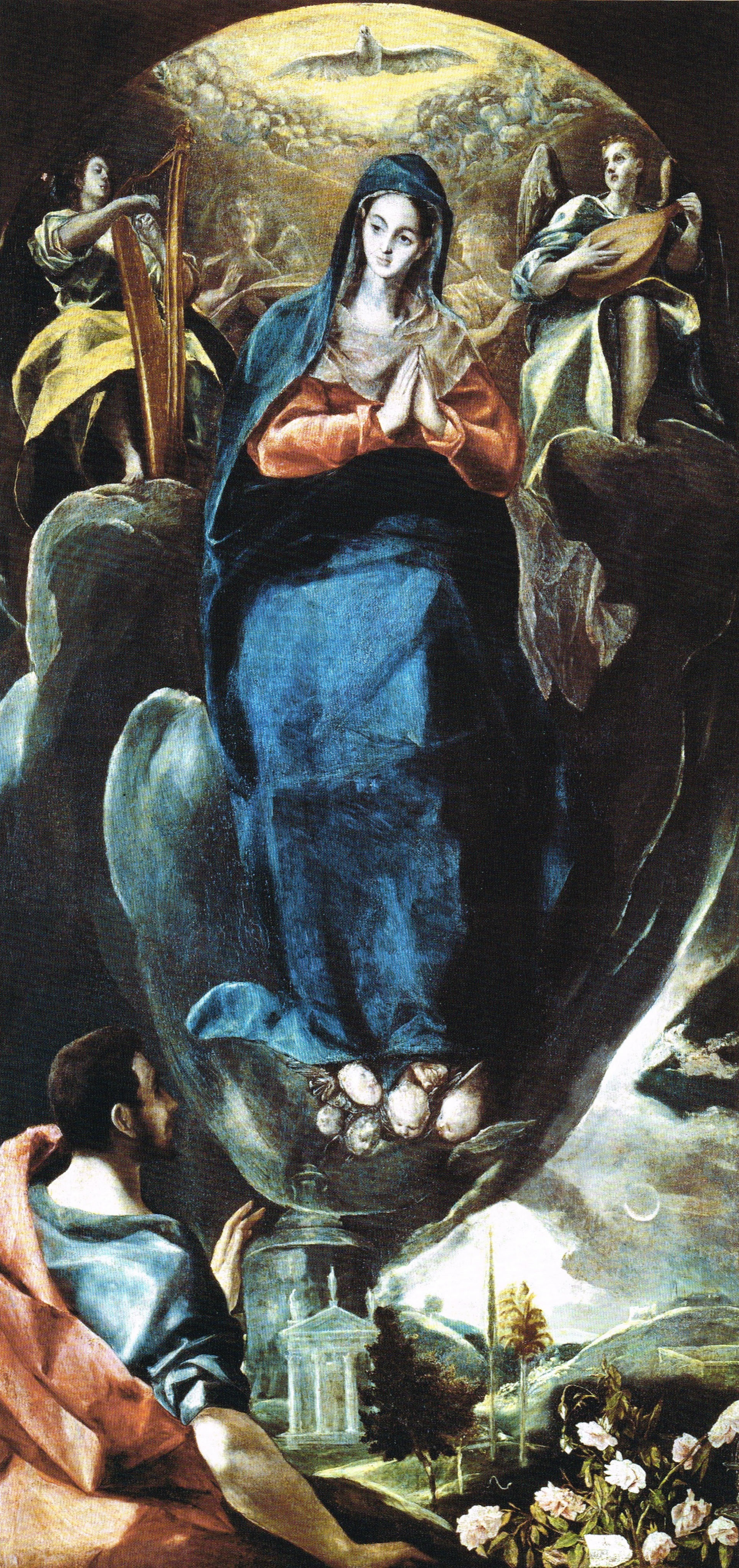
Ель Греко, 1580—1585
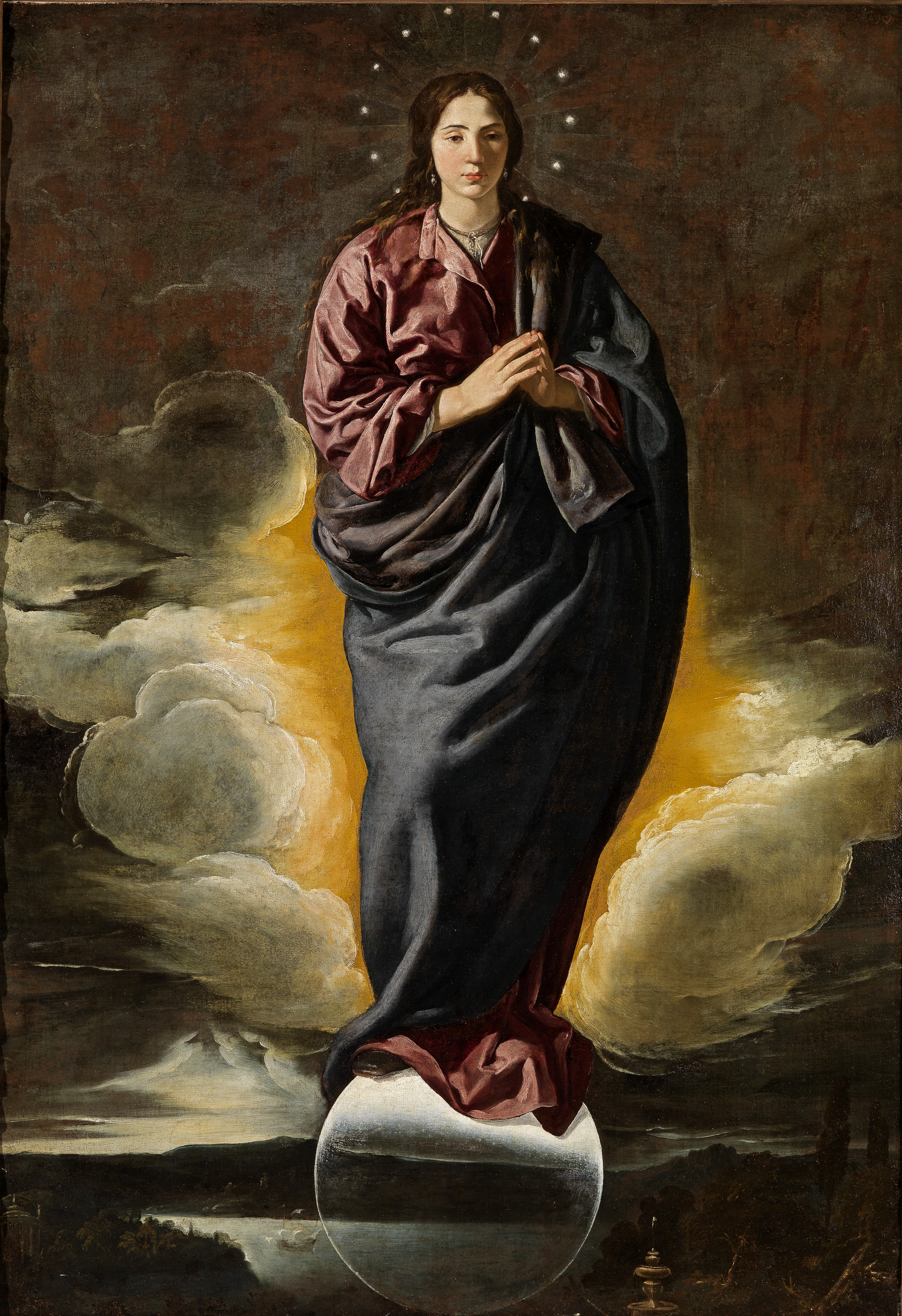
Дієго Веласкес, 1618—1620
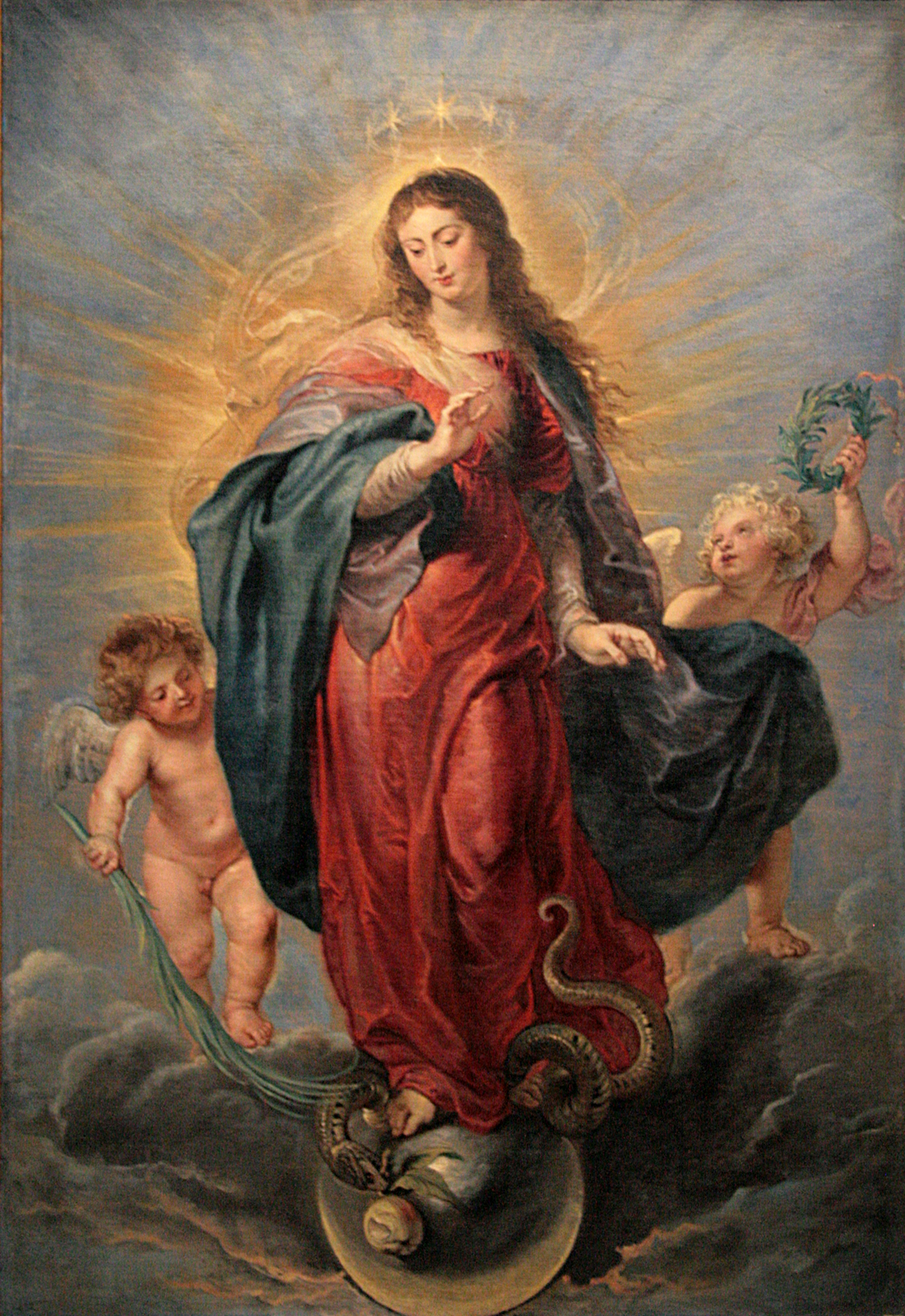
Пітер Пауль Рубенс, 1628—1629
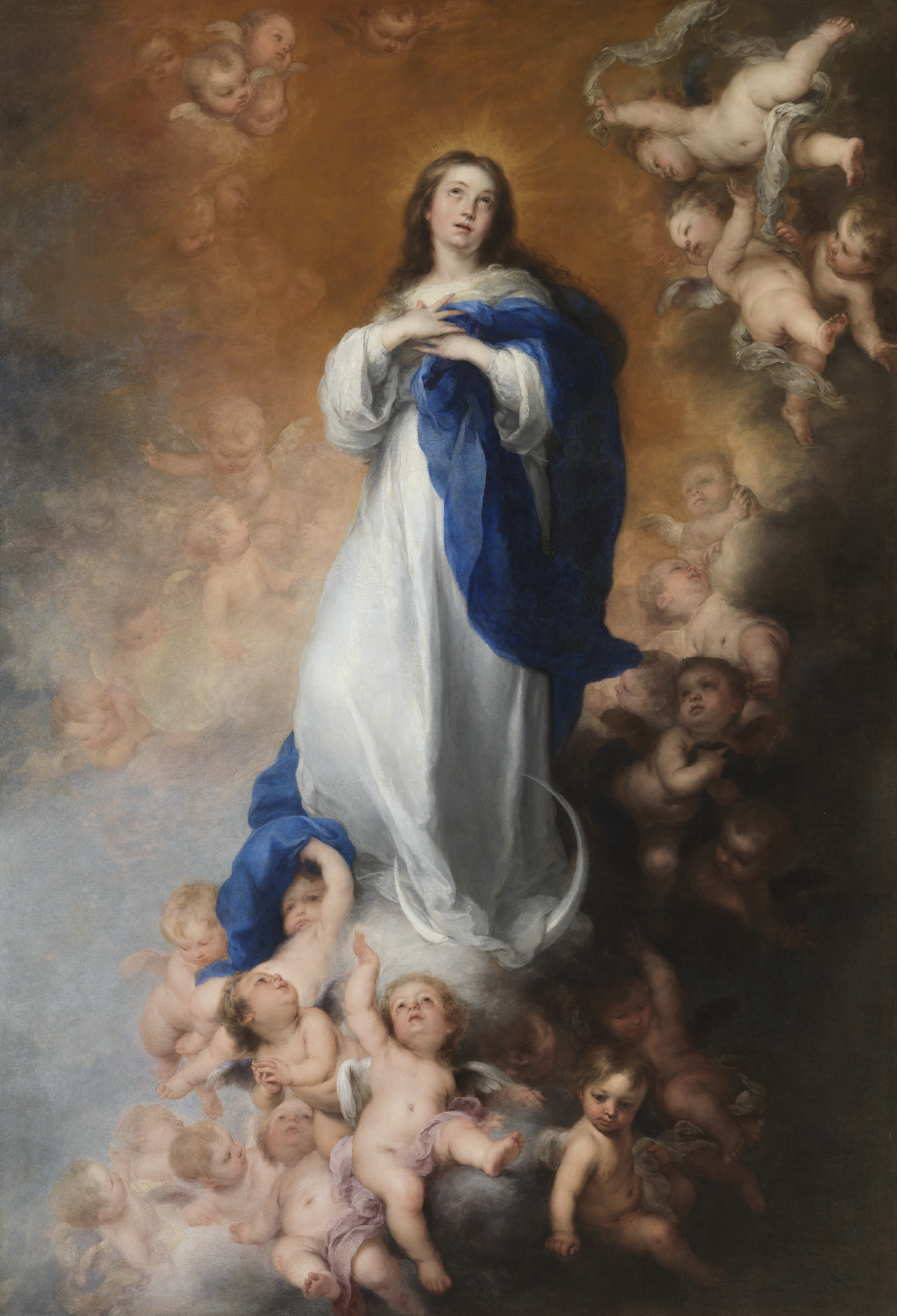
Бартоломе Мурільйо, 1678

## Храми
- Гаванський собор, Куба
- Тернопільський собор, Україна

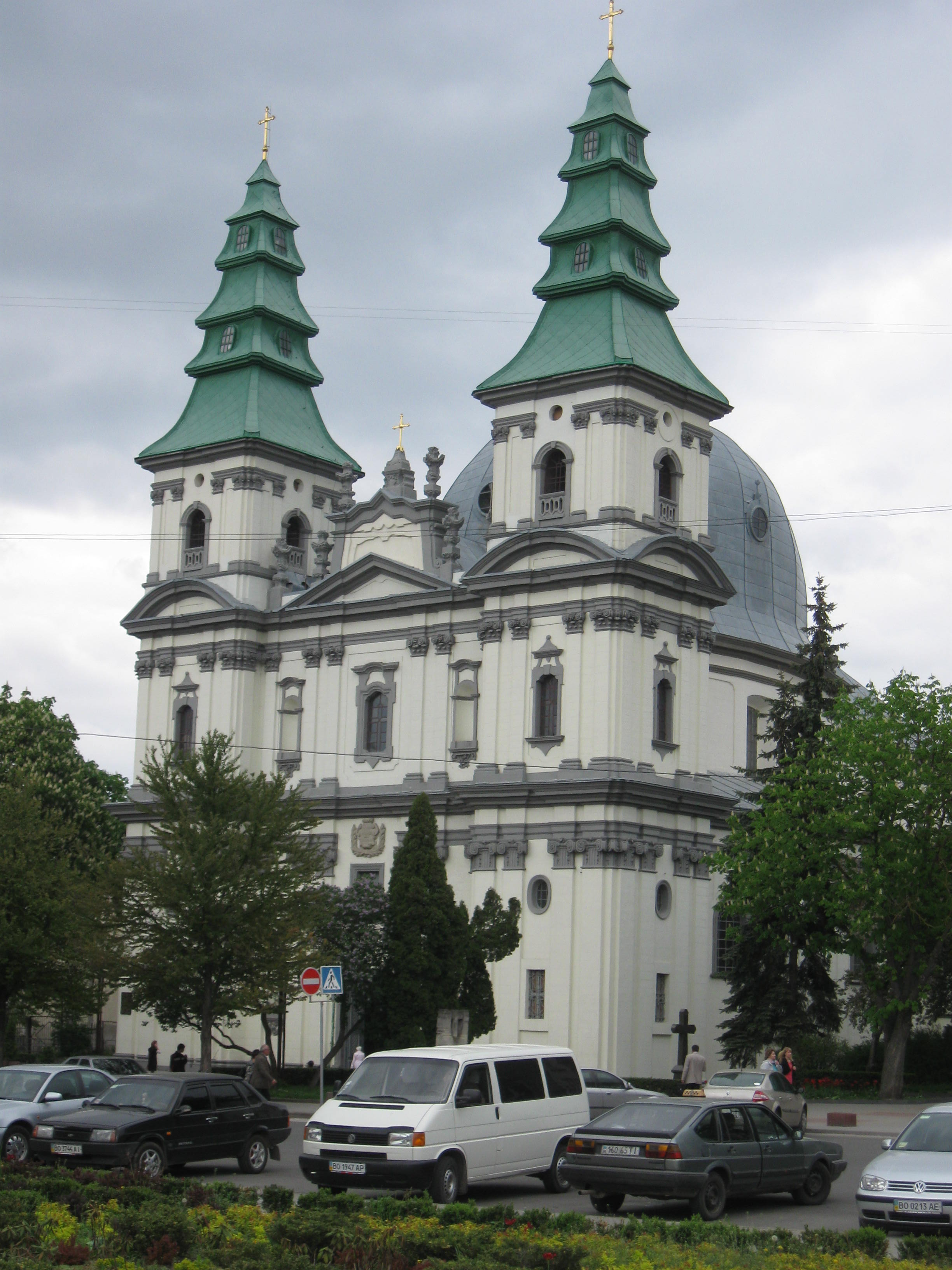
Собор Непорочного Зачаття Пресвятої Богородиці в Тернополі, 1749—1779 (УГКЦ)
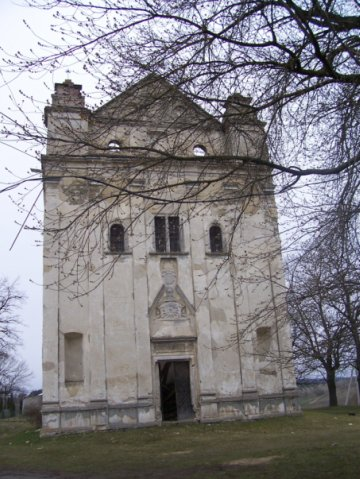
Костел Непорочного Зачаття Діви Марії у Личківцях, 1706—1728
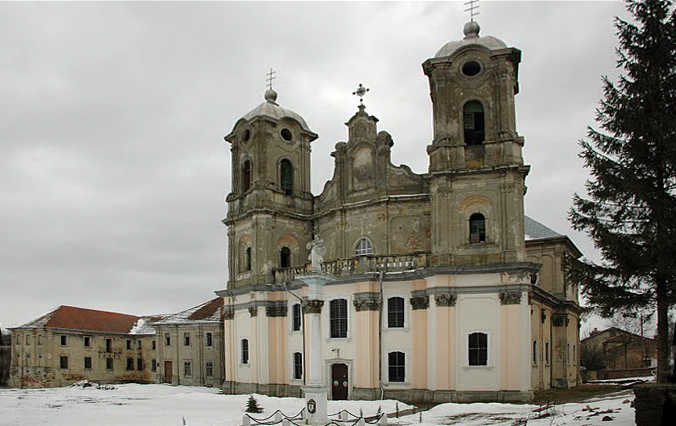
Церква Непорочного Зачаття Пречистої Діви Марії в Городенці, 1745—1769
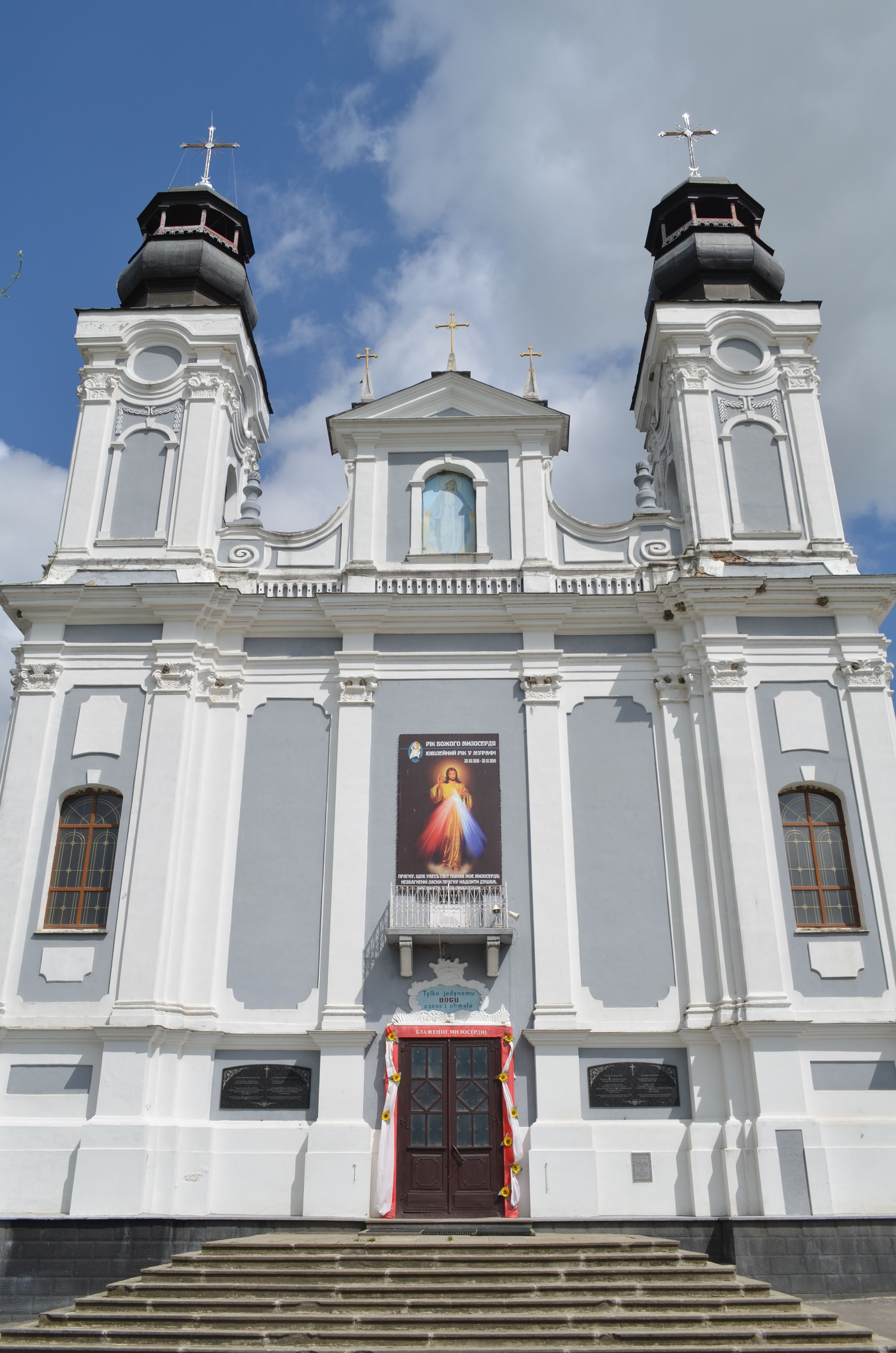
Костел Непорочного Зачаття Діви Марії у Мурафі

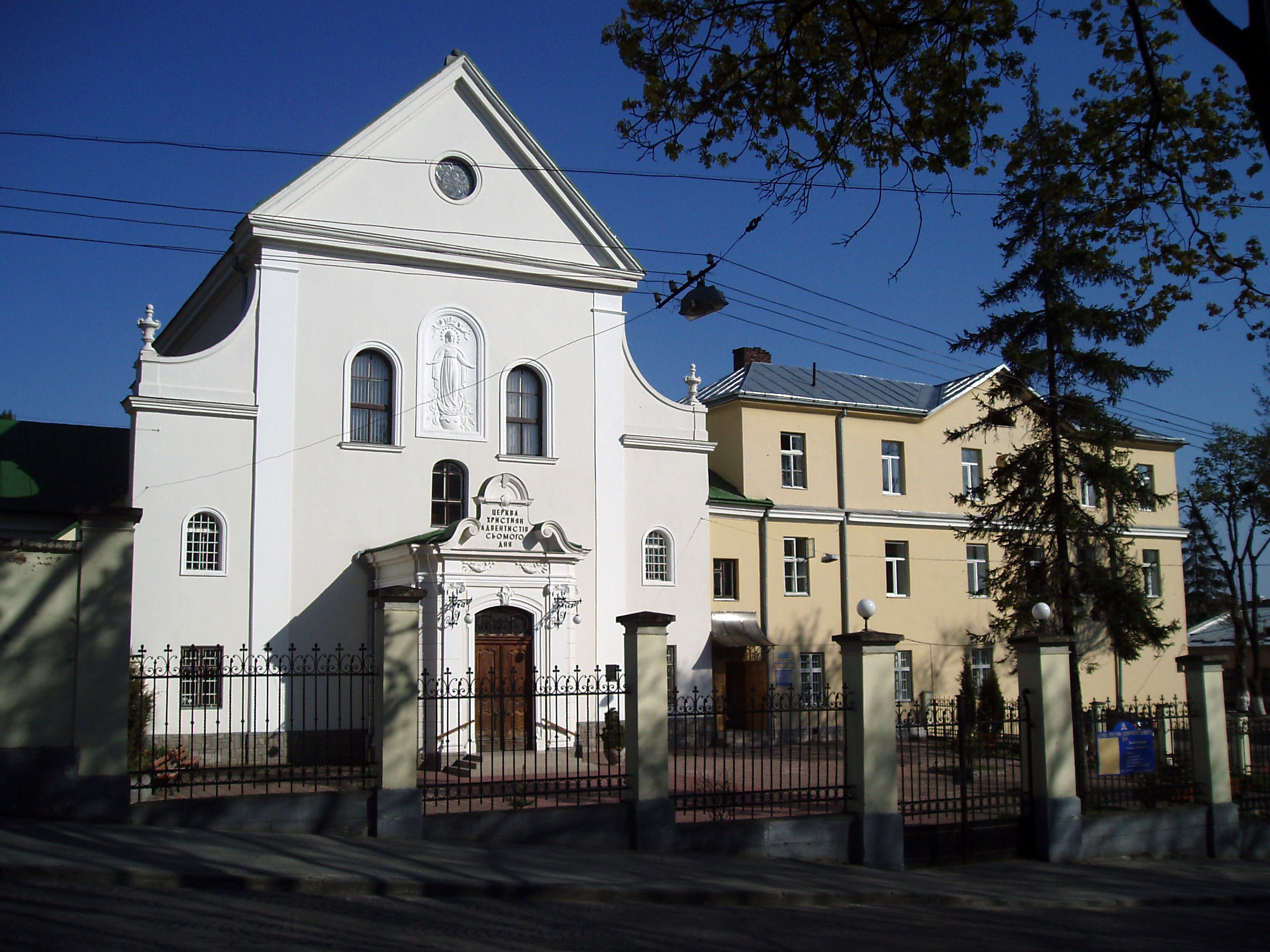
Колишній костел Непорочного Зачаття Діви Марії у Львові, 1708—1718
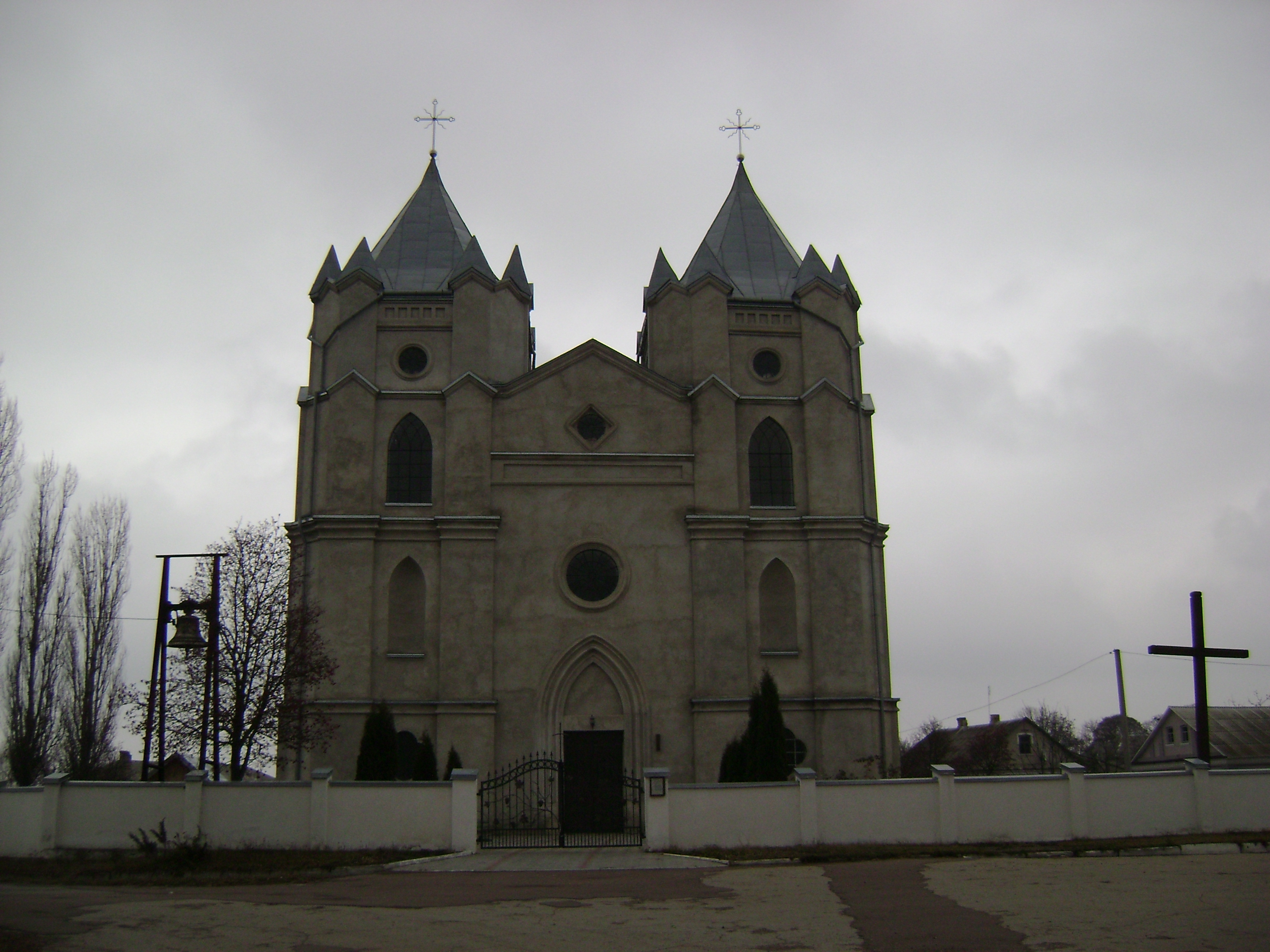
Костел Непорочного зачаття Діви Марії у Шумську
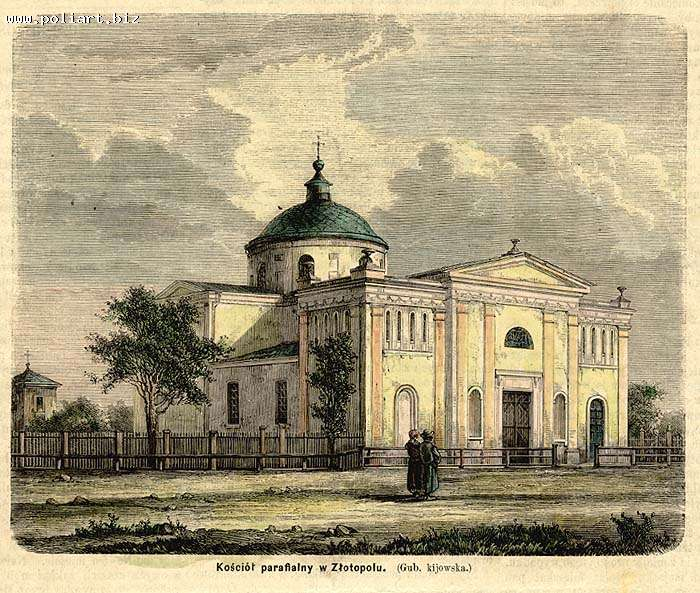
Втрачений костел Непорочного зачаття Діви Марії у Златополі, 1810—1817

## Вихідний
Країни, в яких Непорочне зачаття Діви Марії — державний вихідний день
- Австрія
- Андора
- Аргентина
- Швейцарія, частково.
- Іспанія
- Італія
- Португалія
- Мальта

Загалом в понад 22 країнах.
Діва Марія Непорочного Зачаття вважається святою патронкою США

## У геральдиці

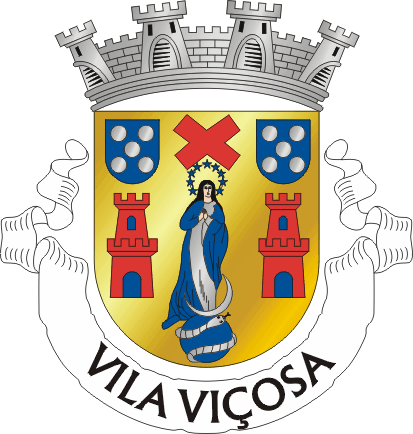
Віла-Вісоза